# Iñaquito (parroquia)

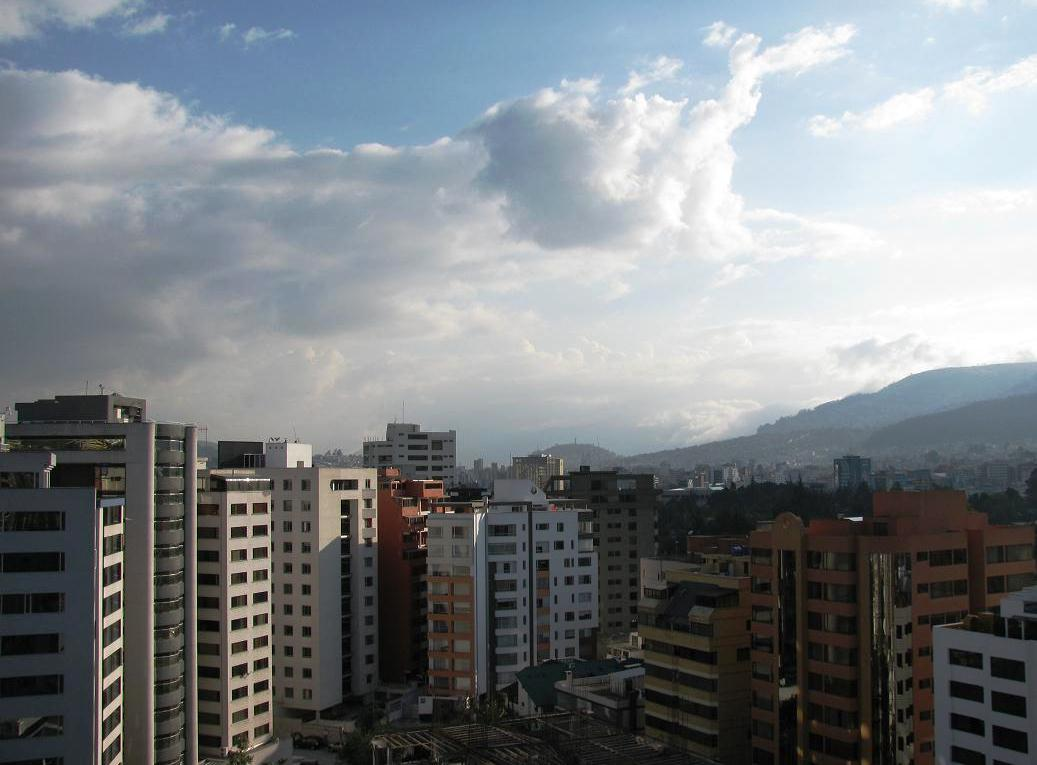
Edificios de apartamentos y oficinas cercanos al distrito financiero de La Carolina, en la parroquia Iñaquito

Iñaquito es una de las 32 parroquias urbanas de la ciudad de Quito, Ecuador, ubicada al noroeste de la ciudad. La parroquia era antes llamada Benalcázar, en honor al conquistador español que fundó la ciudad en 1534, Sebastián de Belalcázar; hoy es llamada oficialmente Iñaquito, nombre ancestral de la zona desde tiempos en que era habitada por los quitus.
En la parroquia se encuentran el centro financiero y bancario de la avenida Amazonas y el distrito empresarial de la avenida República de El Salvador, varios de los más importantes centros comerciales y de entretenimiento, y el parque La Carolina. Además, en su territorio alberga al Estadio Olímpico Atahualpa, considerado el escenario deportivo más importante del país, casa de la Selección ecuatoriana de fútbol y sede de los equipos Deportivo Quito, El Nacional y Universidad Católica.